# Bauteilverfolgung
Bauteilverfolgung ist ein System, mit dem Standort und Transportweg eines Bauteils bestimmt werden können. In den meisten Fällen handelt es sich um ein Modul in einem Produktionsplanungs- und Steuerungssystem.
Bauteilverfolgung kommt vor allem in Fertigungsstraßen zum Einsatz. Sie dient dazu, den Fertigungsfluss zu überwachen. Alle Objekte, deren Bewegungen verfolgt werden sollen, erhalten eine elektronische Kennung.
Wenn ein Bauteil identifiziert wurde, lassen sich dem Objekt unter Umständen Angaben wie Eigentümer, Herkunft oder Inhalt zuteilen. In manchen Fällen liegen auch Informationen zu Herstellungsmaterial, Produktionsdatum, Fertigungscharge, Produktnummer vor.
In Produktionsprozessen kann es zu Unterbrechungen kommen, wenn Informationen, die für das weitere Vorgehen benötigt werden, nicht sofort zur Verfügung stehen. Mit Bauteilverfolgung werden solche Unterbrechungen vermieden.
In der Ortsbestimmung kann festgestellt werden, wo sich ein Bauteil gerade befindet und wann dieses sein Ziel erreichen wird.
Während der Montage, kann ein untergeordneter Bauteil (Anbauteil) einem oberen Bauteil (Hauptbauteil) zugewiesen werden. Im Rahmen einer Bauteilverfolgung lassen sich derartige Hierarchien von Bauteilen abbilden.
In manche Lösungen für Bauteilverfolgung sind Systeme für die Aufzeichnung von Stör- und Betriebsmeldungen integriert. Manche Anwendungen für Bauteilverfolgung erlauben auch die Weiterleitung von Meldungen über Medien wie Fax, E-Mail, SMS oder als gesprochener Text (Telefon). 